# جورج فلورفسكي
غيورغي فاسيلييفيتش فلورفسكي (بالإنجليزية: Georges Florovsky)‏ (بالروسية:Гео́ргий Васи́льевич Флоро́вский) مفكر ديني وعالم تاريخ روسي أرثوذكسي، ومن نشطاء ورواد الحركة المسكونية. ولد في يليزافيتغراد (الامبراطورية الروسية) سنة 1893 في عائلة رجل دين، وانتقلت عائلته إلى أوديسا في السنة التالية. عمل أستاذاً مساعداً في جامعة أوديسا سنة 1919. وبعد أن ترك روسيا علَّم الفلسفة في براغ من سنة 1922 حتى سنة 1926. ثمَّ دُعي لتولي كرسي «الباترولوجيا» (الآبائيات) في معهد القديس سرجيوس اللاهوتي في باريس. في سنة 1948 سافر إلى الولايات المتحدة حيث أصبح أستاذاً في معهد القديس فلاديمير اللاهوتي. وبين عامي 1956 و1964 شغل كرسي تاريخ الكنيسة الشرقية في جامعة هارفرد. ومن سنة 1964 بدأ يعلم الدراسات السلافية والتاريخ السلافي في جامعة برنستون.
وكان أستاذاً فخرياً في تاريخ الكنيسة الشرقية في جامعة هارفرد، وحاز درجاتٍ علمية فخرية متعددة، وكان عضواً في الأكاديمية الأميركية للفنون والعلوم. توفي عام 1979 عن ستة وثمانين عاماً.